# B형 간염
B형 간염(Hepatitis B, HB)은 B형 간염 바이러스(HBV)에 의한 전염성 질병이다. 대부분의 사람들이 초기 감염동안에는 증상이 없다. 일부의 사람들은 구토, 피로, 복통 등과 같은 증상으로 인한 급격한 발병을 겪기도 한다. 흔히 이러한 증상들은 몇 주간 이어지며, 드물게 초기 감염으로 사망한다. 증상이 나타날 때까지 약 30~180일이 걸린다. 만성 질환을 앓고 있는 대부분의 사람들은 증상이 없으나 간경화 및 간암이 발병할 수 있다. 이러한 합병증으로 인해 만성 질환 환자의 15~25%가 사망한다.
바이러스는 전염성 혈액이나 체액에 의해 전염된다. 출생 무렵 또는 유년기에 다른 사람의 혈액에 접촉하는 것은 B형 간염이 흔한 지역에서 B형 간염에 걸리게 되는 가장 흔한 경로이다. B형 간염이 흔치 않은 지역에서는 정맥 주사, 특히 피를 뽑는 부항, 침 재사용, 성교가 흔한 전염 경로이다. 현재도 침 재사용, 주사 바늘 재사용으로 간염의 감염 사례가 있다. 다른 위험 요인으로는 보건 의료 직종의 종사, 수혈, 투석, 감염된 사람과의 생활, 감염률이 높은 나라로의 여행 등이 있다. 1980년대에 문신과 침술에 의한 상당수의 발병 사례가 있었으나 위생의 개선으로 인해 줄어들었다. B형 간염은 손잡기, 식기의 공유, 키스, 포옹, 기침, 재채기, 모유 수유로는 전염되지 않는다. 감염은 바이러스에 노출되고 30~60일 이후에 진단 가능하다. 진단은 일반적으로 바이러스의 일부와 바이러스에 대한 항체에 대한 혈액 검사를 통해 이루어진다.
감염은 1982년 이후 예방접종에 의해 예방 가능해졌다. 세계보건기구(WHO)는 가능하다면 출생시 예방접종을 받을 것을 권장한다. 충분한 효과를 위해서는 2~3회의 추가 접종이 필요하다. 2006년을 기준으로 약 180개국이 백신을 국가적인 차원에서 제공한다. 또한 감염 예방을 위해 수혈 전 B형 간염 검사를실시하는 것이 권장된다. 만성 질환을 앓는 환자에게는 테노포비르(tenofovir)나 인터페론(interferon)과 같은 항바이러스제가 유용하다. 종종 간 이식이 간경변의 치료에 이용된다.
만성 질환으로 이어진 3억 4300만명을 포함하여 인구의 약 1/3이 B형 간염에 감염되었다. 2013년에는 1억 2천 9백만건의 새로운 발병 사례가 보고되었다. 이러한 B형 간염으로 매년 75만명이 사망하며, 약 30만명은 간암으로 인해 사망한다.

## 감염 경로
주로 혈액 의한 감염이 대부분이고, 침(타액)등에 바이러스가 많은 경우 위험할 수 있다. 보유자와 성접촉시 상처 등으로 감염되거나 보유자의 혈액을 수혈하는 경우, 피를 뽑는 부항이 제대로 세척되지 않은 경우, 침 재사용, 주사 바늘 재사용, 보유자와 면도기, 칫솔 등을 같이 쓰는 경우, 어머니가 자녀에게 수직감염시키는 경우가 대부분이며, 이 외의 일상생활이나 술잔 돌리기 등을 통해 감염될 가능성은 실질적으로 없으나 침 타액에 자주 노출되는 경우 어느정도 위험하니 주의해야한다.
예방접종을 통해 B형 간염 표면 항체(HBs Ab)가 만들어지면 평생 B형간염바이러스에 감염될 가능성이 실질적으로 없다.
특별한 예방조치가 없다면 어머니가 B형 간염 표면 항원(HBs Ag)이 양성인 경우, 출산시 약 60%의 감염 확률이 있다. 만약 어머니가 B형 간염 e 항원도 양성이면, 90%의 감염 확률이 있다. 수직감염을 예방하기 위해 출산 12시간 이내에 면역글로불린(HBIG)과 B형간염백신을 접종한다. 이 방법으로 대부분의 B형간염 수직감염을 예방할 수 있는데 산모가 B형 간염 e 항원이 음성이면 실제 수직감염 가능성은 0%이고 B형 간염 e 항원이 양성이면 약 10%에서 수직감염이 된다. 이러한 예방 조치 이후 총 수직감염율은 약 5%이다. 수직감염 위험은 산모의 혈중 B형간염바이러스 양(HBV DNA)과 가장 관련이 높다. 이런 이유로 임신 마지막 3개월 동안 항바이러스를 써서 산모의 HBV DNA를 낮춰 수직감염 가능성을 낮추는 방법이 시도되고 있다.

## 감염시 증상

### 만성 B형 간염
어머니에 의해 수직감염된 경우 대부분이 B형 간염 바이러스의 보유자로 살게되고, 20대 후반-30대 후반 사이에 만성 B형 간염이 발병될 가능성이 높다.
만성 B형 간염은 증상이 없는 경우가 많으나 때로는 피로감이나 쇠약감을 동반하며, 이외에 특별한 자각증상 없이 인체 내부의 면역반응으로 인해 혈액의 간 효소 수치가 급상승하게 된다. 이 상태가 오래 계속되면 간세포의 파괴가 촉진되어 간경변이나 간암으로 발전할 가능성이 커진다.

### 급성 B형 간염
성인이 되어 감염된 경우에는 대부분이 급성 B형 간염을 앓고 자연 치유된다. 다음은 급성 B형 간염의 증상이다.
잠복기감염된 이후 90일 정도의 잠복기를 갖는다.
전구증상기피로감이 심해지며, 식욕이 떨어지고, 감기증세를 보이는 기간이다.
황달기체내에서 B형간염 바이러스를 죽이기 위해 급격한 면역반응을 일으키며, 이때 간세포가 파괴되어 쓸개즙이 배출되지 못해 황달 증상이 일어난다..
회복기B형간염 바이러스가 모두 사라지면 황달이 사라지고, 증세가 호전된다.
보통은 위의 경우처럼 자연 치유되지만, 일부는 전격성 간염으로 사망하거나, 만성 간염으로 진행되는 경우도 있다.

## 현황
2011년 기준으로 대한민국 인구의 5~8%(약 350만명)이 B형 간염 바이러스의 보균자인 것으로 파악되고 있다. 이 중 B형 간염환자는 50만명인 것으로 파악된다. 인구 10만명당 B형 간염 진료인원은 2014년 643.3명에서 2016년 718.5명으로 11.7% 증가했다.

## 간염의 예방
B형 간염 바이러스의 감염을 막기 위해 신생아, 항원 항체가 없는 사람에게 예방백신을 접종한다.
B형간염 예방백신은 총 3회 접종하는데 0, 1, 6개월 / 0, 1, 2개월 접종하는 두 가지 방법이 있다. 보통은 0, 1, 6개월로 접종한다(일부 국가는 0, 1, 2, 12개월 접종한다).
B형간염 예방백신으로 B형 간염 표면 항체가 정상적으로 만들어지면 이후 추가 접종은 필요 없고 평생 면역이 유지된다.
B형간염 예방백신은 매우 효과가 높으며 접종 후 항체가 만들어졌는지 확인하지 않는다. 그러나 우선 접종 대상자들은 접종 3개월 후 항체가 정상적으로 만들어졌는지 확인할 필요가 있다.
항체가 만들어지지 않으면 백신의 종류를 바꿔 3회 다시 접종한다.
한국은 B형간염이 다발하는 지역으로 모든 국민이 B형간염 예방 접종의 대상이다. 다음에 해당하는 사람은 우선 접종 대상자이다.
- B형간염 바이러스 보유자의 가족
- 혈액제제를 자주 수혈 받아야 되는 환자
- 혈액투석을 받는 환자
- 주사용 약물 중독자
- 의료기관 종사자
- 수용시설의 수용자 및 근무자
- 성매개질환의 노출 위험이 큰 집단

B형간염 예방백신은 엉덩이에 맞아서는 안되며 성인은 삼각근에 근육주사, 소아는 대퇴부 전외측에 근육주사 한다.

B형 간염 표면 항체가 없는 사람이 B형간염바이러스에 노출되면 B형간염바이러스 면역글로불린(HBIG)를 접종한다.

## B형 간염의 치료제
B형 간염 바이러스를 없앨 수 있는 치료제는 개발되지 않았다.
급성B형간염은 증상에 따른 치료를 한다. 급성B형간염에서의 치료가 B형간염이 만성화 되는 것을 막지는 못한다. 급성B형간염의 경우 증상이 심해서 입원치료가 요구되는 일은 매우 드물다. 극히 소수의 환자(0.1%이하)에서 전격성 간염에 의한 간부전이 발생할 수도 있고 이때는 이식을 하지 않을 경우 목숨을 잃을 수도 있다.
만성B형간염의 치료 목적은 단기적으로는 HBV(B형간염바이러스)의 증식을 억제하여 간염을 완화하며 섬유화를 방지하는 것이다. 검사상의 지표로는 gpt(ALT)의 정상화, 혈청 HBV DNA의 감소, HBeAg의 혈청소실 혹은 혈청전환, 조직소견의 호전이다. 장기적으로는 만성B형간염 단계에서 염증을 완화시켜 간경변증, 간부전 혹은 간암으로 진행하는 것을 방지함으로써 간질환에 의한 사망률을 낮추고
만성 간염의 경우에는 바이러스의 증식을 억제하고 간의 염증괴사를 막아 장기적으로 간경변증과 간암의 위험을 줄이기 위해 인터페론, 페가시스(페그인터페론)이나 제픽스(라미부딘), 헵세라(아데포비르), 바라크루드(엔테카비르), 레보비르(클레부딘), 세비보(텔비부딘), 비리어드(테노포비르) 등을 투여한다.
만성B형간염의 치료 대상은 B형간염바이러스가 증식하고(혈중 HBV DNA가 100,000copies/mL 이상) 지속적으로 간세포의 염증괴사가 있을 때(ALT 80 이상 상승)이다. 그러나 간조직검사에서 염증이 있거나, 간경변증이 있을 때, 간암이 있을 때는 혈중 ALT가 상승하지 않아도 치료를 시작한다.

## 같이 보기
- 간암